# 滝沢解
滝沢 解（たきざわ かい、本名：南沢 栄一郎、1933年5月13日 - 2003年1月）は、東京都生まれの劇作家・漫画原作者。筆名は曲亭馬琴の別名（改名後の本名。読みは異なる）にあやかったもの。

## 人物
早稲田大学文学部演劇科卒業後、集英社に入社し、『りぼん』などの少女漫画担当の編集者となる。やがて漫画のストーリーや構成を作る作業に興味を覚え、29歳で退社しフリーの漫画原作者となる。
70年代の劇画シーンを漫画原作者として支え、赤塚不二夫から池上遼一、ふくしま政美、川崎三枝子、政岡としや、かわぐちかいじまで幅広い漫画家と組んで作品を発表した。2003年1月に癌の為に死去。

## 作品リスト
- 牙戦（作画：あだち充）
- 臓腑魔人（作画：ふくしま政美、短期連載 1974-1975）
- 女犯坊（作画：ふくしま政美、漫画エロトピア連載 1974-1976）
- 鋼の男（作画：ふくしま政美、やまおか玲次、漫画快楽号読み切り 1978）
- ZEN（作画：ふくしま政美、週刊プレイボーイ読み切り 1978年7月11日号）
- 超劇画 聖徳太子（作画：ふくしま政美、週刊漫画サンデー連載 1977年11月1日号 - 1978年3月21日号）
- チギラ（作画：ふくしま政美、漫画ギャング短期連載 1978-1979）
- 愚れ者（作画：小島剛夕）
- 餓鬼の惑星（作画：小島剛夕）
- 狂犬トロッキー（作画：赤塚不二夫、斉藤あきら）
- くそババア!!（作画：赤塚不二夫）
- 天女考
- 鬼葛
- 極悪美女軍団卍（作画：川崎三枝子）
- 姫（作画：川崎三枝子）
- 黒衣の女（作画：川崎三枝子）
- 魔女料理（作画：川崎三枝子）
- 怪物力士伝 （作画：小森一也）
- 英雄（作画：榊まさる）
- 猛毒商売（作画：川本コオ）
- 男たちの神話 （作画：芳谷圭児）
- 高校さすらい派（作画：芳谷圭児）
- メタルボーイ（作画：田中正仁）
- ベルベットゾーン（作画：田中正仁）
- モッブ（作画：池上遼一）
- スーパー巨人（作画：森村たつお）
- 猛者連ブギ（作画：かわぐちかいじ）
- 唐獅子警察（作画：かわぐちかいじ）
- 暴力湾（作画：政岡としや）
- 故郷を撃て!（作画：ながやす巧）
- 殺鬼（作画：谷村ひとし）
- 人魚海域（作画：松森正）